# Сметанников, Михаил Павлович
Михаил Павлович Сметанников (12 декабря 1929 — 25 октября 1999) — Герой социалистического труда.
Родился в деревне Демьяновка Ленинск-Кузнецкого района Сибкрая в 1929 году. Председатель колхоза «Вперёд» Новокузнецкого района Кемеровской области. Начал работать в колхозе во время Великой Отечественной войны. С 1951 по 1954 год служил в Вооружённых силах Советского союза. С 1959 председатель колхоза Вперёд, расположенном в селе Красулино. В течение 40 лет был председателем колхоза. Направление колхоза — молочное. C 1991 года — ООО. Работал в совете старейшин при губернаторе Кемеровской области. В честь Сметанникова Михаила Павловича учреждена стипендия для студентов Кузбасских вузов.

## Награды
- Герой социалистического труда (1983)
- Заслуженный работник сельского хозяйства РСФСР
- Почетный гражданин Новокузнецкого района
- орден Ленина
- орден Октябрьской революции.